# Ильинка (Таловский район)
Ильинка — посёлок в Таловском районе Воронежской области России. Входит в состав Александровского сельского поселения.

## География
Посёлок находится на северо-востоке центральной части Воронежской области, в лесостепной зоне, на расстоянии примерно 15 километров (по прямой) к северо-северо-востоку (NNE) от рабочего посёлка Таловая, административного центра района. Абсолютная высота — 149 метров над уровнем моря.
Часовой пояс
Посёлок Ильинка, как и вся Воронежская область, находится в часовой зоне МСК (московское время). Смещение применяемого времени относительно UTC составляет +3:00.

## История
В 1920–1921 годах группа субботников Воронежской губернии создала на новом месте компактное поселение из двух населённых пунктов — села Ильинка и поселка Высокий. В 1920-е годы субботники Ильинки и Высокого вошли в прямые контакты с представителями еврейских общин и стали ортодоксальными иудеями нееврейского происхождения.
В селе Ильинка появилась сельхозкоммуна «Еврейский крестьянин». В 1934 году она вошла в состав колхоза «Россия».
С 1974 года началась эмиграция жителей Ильинки в Израиль. К 1991 году почти все ильинские субботники перебрались в Израиль. К настоящему времени в Ильинке из иудеев остались только две семьи стариков.

## Население
| 2010 |
| ---- |
| 283  |

Гендерный состав
По данным Всероссийской переписи населения 2010 года в гендерной структуре населения мужчины составляли 48,1 %, женщины — соответственно 51,9 %.
Национальный состав
Согласно результатам переписи 2002 года, в национальной структуре населения русские составляли 82 %.

## Инфраструктура
В посёлке функционируют основная общеобразовательная школа и сельский клуб.

## Улицы
Уличная сеть посёлка состоит из одной улицы (ул. Мира).